# Słowianofilstwo

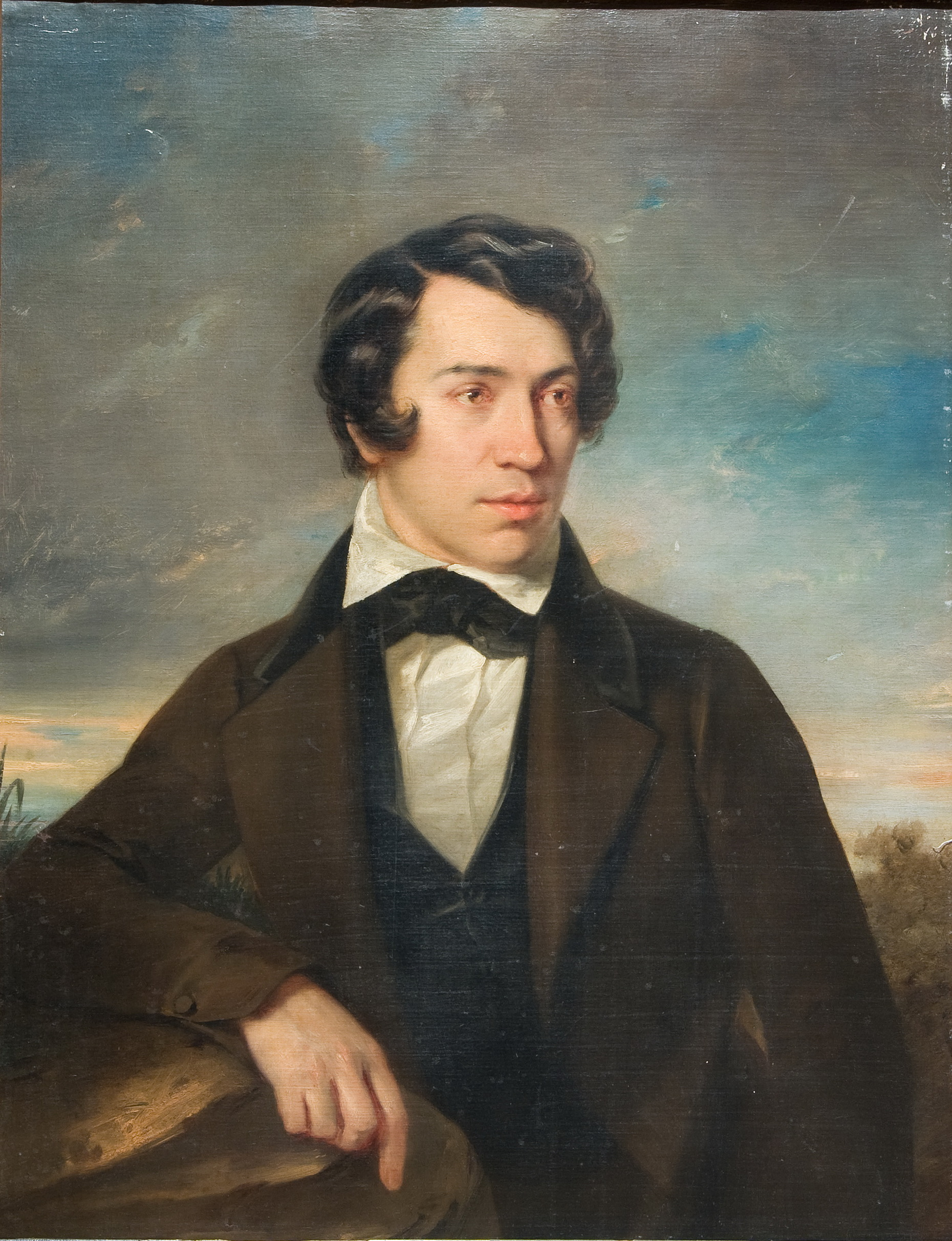
Aleksiej Chomiakow

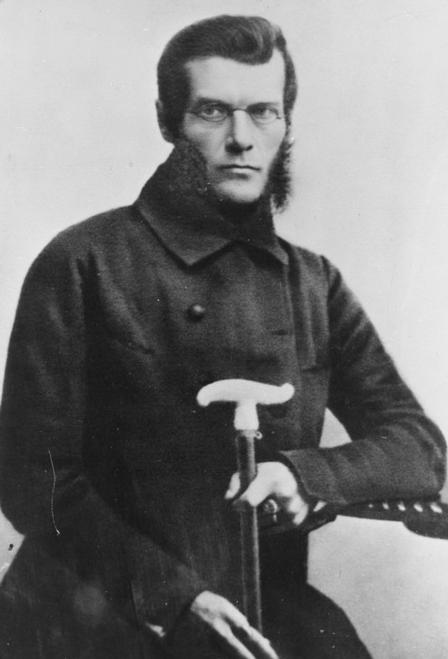
Iwan Kiriejewski

Słowianofilstwo – nurt myśli politycznej ukształtowany w Rosji po 1839.

## Historia i przedstawiciele
Do jego najwybitniejszych przedstawicieli zalicza się Aleksieja Chomiakowa, Iwana Kiriejewskiego, Konstantina i Iwana Aksakowa, Jurija Samarina. Ze słowianofilami byli związani również krytyk literacki i historyk Stiepan Szewyriow oraz historyk i publicysta Michaił Pogodin. Umowną datą rozpoczynającą kształtowanie się słowianofilstwa jest w historiografii publikacja artykułu Aleksieja Chomiakowa O starym i nowym w 1839.
Jak pisał Nicholas V. Riasanovsky

Słowianofile byli grupą romantycznych intelektualistów, którzy sformułowali wszechstronny i niezwykły system ideologiczny, którego podstawę stanowiło ich przekonanie o wyższości i doniosłej misji dziejowej prawosławia i Rosji.

Rozwój słowianofilstwa trwał od lat 40. XIX w. do końca kolejnej dekady, gdy zmarła większość jego głównych ideologów.

## Poglądy
Podstawowym założeniem słowianofilstwa była wiara w możliwość pokojowego i harmonijnego współżycia narodów. Podkreślali również konieczność tworzenia przez ludzi wierzących wspólnoty opartej na prawdzie, miłości i wolności, które ich zdaniem stanowiły podstawę wiary prawosławnej (funkcjonowanie takiej wspólnoty określali jako sobornost). Dowodzili, że tego typu wspólnoty tworzyli Słowianie, powołując się w szczególności na funkcjonowanie wspólnot wiejskich i soborów ziemskich. W ocenie słowianofilów analogicznie harmonijne relacje panowały na Rusi Moskiewskiej także między ludem a władcami, co wynikało z wyznawanej wiary prawosławnej. Miała ona określić charakter Rosjan jako ludzi kochających sprawiedliwość i wolność ducha, jak również wspólną pracę.
Słowianofile dostrzegali konieczność rozwiązania szeregu problemów społecznych Rosji. Inspiracji dla dokonania niezbędnych reform poszukiwali w historii tego kraju, twierdząc, że każde państwo rozwija się w unikatowy sposób i nie może wzorować się na innych. Opowiadali się za usunięciem z Rosji elementów kultury zachodniej, wprowadzonych do kraju przez Piotra Wielkiego, twierdząc, że ich pojawienie się (w szczególności upowszechnianie zachodniego racjonalizmu i legalizmu) zakłóciło harmonijny rozwój społeczeństwa. Za nośniki racjonalizmu (niedającego się pogodzić z miłością i harmonią) uważali Kościół katolicki i Kościoły protestanckie. Argumentowali, że oczyszczenie kultury rosyjskiej z obcych wpływów umożliwiłoby również odnowę kultury europejskiej, gdyż odrodzona Rosja byłaby przykładem dla innych państw. Zdaniem Bazylowa w swoich poszukiwaniach słowianofile nigdy nie wyzbyli się subiektywnego oglądu dziejów i uzasadniając swoje tezy odpowiednimi wydarzeniami z dziejów Rosji posługiwali się nimi wybiórczo.
Słowianofile rozwinęli koncepcję Świętej Rusi, utożsamiając ją ze współczesną Rosją carską. W ujęciu tym Rosja była strażniczką nieskażonej tradycji chrześcijańskiej i sprawiedliwego ustroju społecznego, czy wręcz jedynym chrześcijańskim państwem świata, ostoją „Kościoła walczącego i pielgrzymującego”. Koncepcja ta, dzięki poparciu cara Mikołaja I, około połowy XIX wieku stała się częścią oficjalnej ideologii państwowej. Równocześnie stosunek słowianofilów do autokracji carskiej był ambiwalentny. Głosząc konieczność budowy wspólnoty opartej na dobrowolnej więzi, krytykowali wszelkie formy przymusu, apelowali o zaprowadzenie w Rosji wolności słowa, druku i wyznania, jak również o uwłaszczenie chłopów. Aleksiej Chomiakow występował ponadto przeciwko biurokracji, ingerowaniu władz w prywatne życie oraz karze śmierci. Wiele publikacji słowianofilskich było zatem blokowanych przez cenzurę. Z drugiej strony, uznając grzeszność natury ludzkiej traktowali istnienie rządów za konieczność, zaś funkcjonowanie samodzierżawia – za ważną rosyjską tradycję; słowianofile odrzucali zachodnie koncepcje monarchii konstytucyjnej. Nigdy jednak nie uznali monarchii absolutnej za jedyną właściwą formę ustrojową. Kreowali natomiast wizje monarchii patriarchalnej, której władca opiera się na zaufaniu ludu, wyrażanym na zwoływanych wiecach.
Inspiracją dla słowianofilów był europejski romantyzm; jego idee zostały zaadaptowane na grunt rosyjski i wzbogacone konceptami wywodzącymi się wprost z teologii prawosławnej. W ślad za romantykami niemieckimi słowianofile upatrywali w historii zmagań cielesnych i duchowych.
Nurtem konkurującym ze słowianofilstwem był w kulturze rosyjskiej okcydentalizm.

## Spuścizna i odbiór
Idee słowianofilów nie umarły wraz ze śmiercią ich autorów. Idee słowianofilstwa zostały rozwinięte w latach 60. XIX wieku w ideologii poczwiennictwa. Ideał całościowego poznania, to znaczy poznania jako organicznej i wszystko ogarniającej jedności, ogłoszony przez Kiriejewskiego i Chomiakowa, przyciągnął wielu myślicieli rosyjskich. Idea całościowej wiedzy została zaakceptowana np. przez Władimira Sołowjowa. Kiriejewski i Chomiakow mówili, że całościowa prawda może zostać odkryta jedynie przez harmonijnego człowieka. Jedynie po zebraniu w jedną całość wszystkich swoich duchowych mocy – doświadczenia zmysłowego, myślenia racjonalnego, percepcji estetycznej, doświadczenia moralnego i kontemplacji mistycznej – człowiek zaczyna rozumieć autentyczny byt świata i osiągać metaracjonalne prawdy o Bogu.